# Super Séries
Pour les articles homonymes, voir Super Series.
Les Super Séries étaient des matchs d'exhibition de hockey sur glace disputés entre des équipes de l'Union soviétique et celles de la Ligue nationale de hockey (LNH) qui eurent lieu sur chacune des patinoires des équipes de la LNH en Amérique du Nord de 1976 à 1991. Les équipes soviétiques qui participèrent à la compétition provenaient généralement de la ligue de hockey soviétique. Une exception eu lieu en 1983, lorsque l'équipe nationale représenta l'Union soviétique.

## Bilan des résultats des Super Séries

### Classements finaux Union soviétique / LNH par match et par série
Note : le tableau ci-dessous présente les résultats d'un point de vue des équipes soviétiques.

SJ : séries jouées, SV : séries gagnées, SP : séries perdues, SN : séries nulles, %SV : pourcentage de victoire de séries, PJ : parties jouées, V : victoires, D : défaites, N : matchs nuls, %V : pourcentage de victoire.
| Équipe de l'Union soviétique | SJ | SV | SP | SN | %SV  | PJ | V  | D  | N  | %V   |
| ---------------------------- | -- | -- | -- | -- | ---- | -- | -- | -- | -- | ---- |
| HK CSKA Moscou               | 6  | 6  | 0  | 0  | 100  | 34 | 24 | 8  | 2  | 73,5 |
| HK Dinamo Moscou             | 4  | 4  | 0  | 0  | 100  | 20 | 10 | 6  | 4  | 60   |
| Krylia Sovetov               | 3  | 2  | 1  | 0  | 66,7 | 13 | 6  | 5  | 2  | 53,8 |
| HK Spartak Moscou            | 1  | 1  | 0  | 0  | 100  | 5  | 3  | 2  | 0  | 60   |
| URSS                         | 1  | 1  | 0  | 0  | 100  | 6  | 4  | 2  | 0  | 66,7 |
| Khimik Voskressensk          | 2  | 0  | 0  | 2  | 50   | 13 | 6  | 6  | 1  | 50   |
| Dinamo Riga                  | 1  | 0  | 1  | 0  | 0    | 7  | 2  | 4  | 1  | 35,7 |
| Totaux                       | 18 | 14 | 2  | 2  | 83,3 | 98 | 55 | 33 | 10 | 61,2 |

### Fiches de chaque équipe
Note : PJ : nombre de parties disputées entre la LNH et l'Union soviétique, PCT : pourcentage de victoire des équipes de la LNH contre celles de l'Union soviétique.
| Équipe de la LNH                           | Équipe de l'Union soviétique | Équipe de l'Union soviétique | Équipe de l'Union soviétique | Équipe de l'Union soviétique | Équipe de l'Union soviétique | Équipe de l'Union soviétique | Équipe de l'Union soviétique | Équipe de l'Union soviétique | Équipe de l'Union soviétique | Équipe de l'Union soviétique | Équipe de l'Union soviétique | Équipe de l'Union soviétique | Équipe de l'Union soviétique | Équipe de l'Union soviétique | Totaux | Totaux |
| Équipe de la LNH                           | CSKA Moscou                  | CSKA Moscou                  | Dynamo de Moscou             | Dynamo de Moscou             | Krylia Sovetov               | Krylia Sovetov               | HC Spartak Moscou            | HC Spartak Moscou            | URSS                         | URSS                         | Khimik Voskresensk           | Khimik Voskresensk           | Dynamo Riga                  | Dynamo Riga                  | Totaux | Totaux |
| Équipe de la LNH                           | PJ                           | PCT                          | PJ                           | PCT                          | PJ                           | PCT                          | PJ                           | PCT                          | PJ                           | PCT                          | PJ                           | PCT                          | PJ                           | PCT                          | PJ     | PC     |
| ------------------------------------------ | ---------------------------- | ---------------------------- | ---------------------------- | ---------------------------- | ---------------------------- | ---------------------------- | ---------------------------- | ---------------------------- | ---------------------------- | ---------------------------- | ---------------------------- | ---------------------------- | ---------------------------- | ---------------------------- | ------ | ------ |
| Rangers de New York                        | 3                            | 0                            |                              |                              | 1                            | 0                            |                              |                              |                              |                              |                              |                              |                              |                              | 4      | 0      |
| Canadiens de Montréal                      | 3                            | 50                           |                              |                              | 1                            | 100                          | 1                            | 100                          | 1                            | 0                            | 1                            | 0                            |                              |                              | 7      | 50     |
| Bruins de Boston                           | 2                            | 0                            | 2                            | 0                            | 1                            | 0                            |                              |                              |                              |                              | 1                            | 0                            |                              |                              | 6      | 0      |
| Flyers de Philadelphie                     | 2                            | 50                           | 1                            | 0                            | 1                            | 0                            |                              |                              | 1                            | 0                            |                              |                              |                              |                              | 5      | 30     |
| Penguins de Pittsburgh                     | 1                            | 100                          | 3                            | 16,7                         | 1                            | 0                            |                              |                              |                              |                              |                              |                              |                              |                              | 5      | 30     |
| Sabres de Buffalo                          | 2                            | 100                          | 2                            | 50                           | 1                            | 100                          |                              |                              |                              |                              | 1                            | 0                            |                              |                              | 6      | 66,7   |
| Blackhawks de Chicago                      | 2                            | 0                            |                              |                              | 1                            | 0                            |                              |                              |                              |                              |                              |                              | 1                            | 100                          | 4      | 25     |
| Islanders de New York                      | 2                            | 0                            |                              |                              | 2                            | 50                           |                              |                              |                              |                              | 1                            | 50                           |                              |                              | 5      | 30     |
| Canucks de Vancouver                       | 2                            | 0                            | 1                            | 100                          |                              |                              | 1                            | 100                          |                              |                              |                              |                              | 1                            | 100                          | 5      | 60     |
| Rockies du Colorado / Devils du New Jersey | 1                            | 0                            | 2                            | 75                           |                              |                              | 1                            | 0                            |                              |                              |                              |                              |                              |                              | 4      | 37,5   |
| Blues de Saint-Louis                       | 1                            | 0                            |                              |                              |                              |                              | 1                            | 0                            |                              |                              | 2                            | 50                           | 1                            | 100                          | 5      | 40     |
| Flames d'Atlanta / Flames de Calgary       | 1                            | 0                            | 1                            | 100                          |                              |                              | 1                            | 0                            | 1                            | 100                          | 1                            | 100                          | 1                            | 50                           | 6      | 58,3   |
| North Stars du Minnesota                   | 2                            | 0                            |                              |                              | 1                            | 0                            |                              |                              | 1                            | 0                            | 1                            | 100                          | 1                            | 0                            | 6      | 16,7   |
| Red Wings de Détroit                       | 1                            | 0                            |                              |                              | 1                            | 100                          |                              |                              |                              |                              | 1                            | 0                            |                              |                              | 3      | 33,3   |
| Jets de Winnipeg                           | 2                            | 50                           | 1                            | 0                            |                              |                              |                              |                              |                              |                              |                              |                              |                              |                              | 3      | 33,3   |
| Oilers d'Edmonton                          | 2                            | 50                           | 1                            | 0                            |                              |                              |                              |                              | 1                            | 100                          | 1                            | 100                          | 1                            | 100                          | 6      | 66,7   |
| Capitals de Washington                     |                              |                              | 2                            | 75                           |                              |                              |                              |                              |                              |                              | 1                            | 100                          |                              |                              | 3      | 83,3   |
| Nordiques de Québec                        | 3                            | 0                            | 1                            | 0                            | 1                            | 50                           |                              |                              | 1                            | 0                            |                              |                              |                              |                              | 6      | 33,3   |
| Kings de Los Angeles                       | 1                            | 0                            |                              |                              |                              |                              |                              |                              |                              |                              | 2                            | 50                           | 1                            | 0                            | 4      | 25     |
| Whalers de Hartford                        | 1                            | 0                            | 1                            | 50                           | 1                            | 100                          |                              |                              |                              |                              |                              |                              |                              |                              | 3      | 50     |
| Maple Leafs de Toronto                     |                              |                              | 2                            | 50                           |                              |                              |                              |                              |                              |                              |                              |                              |                              |                              | 2      | 50     |
| Totaux                                     | 34                           | 26,5                         | 20                           | 40                           | 13                           | 46,2                         | 5                            | 40,0                         | 6                            | 33,3                         | 13                           | 50,0                         | 7                            | 64,3                         | 98     | 38,8   |

## Super Séries1976

### CSKA Moscou contre la LNH
L'équipe du CSKA Moscou remporta la série contre les équipes de la LNH avec deux victoires, un nul et une défaite. Les résultats furent :
- 28-12-1975 :  CSKA Moscou 7-3 Rangers de New York
- 31-12-1975 : CSKA Moscou 3-3 Canadiens de Montréal
- 08-01-1976 :  CSKA Moscou 5-2 Bruins de Boston
- 11-01-1976 : Flyers de Philadelphie 4-2 CSKA Moscou

### Krylia Sovetov contre la LNH
L'équipe Krylia Sovetov remportèrent la série contre la LNH avec trois victoires et une défaite. Les résultats furent :
- 29-12-1975 : Krylia Sovetov 7-4 Penguins de Pittsburgh
- 04-01-1976 : Sabres de Buffalo 12-6 Krylia Sovetov
- 07-01-1976 : Krylia Sovetov 4-2 Blackhawks de Chicago
- 10-01-1976 : Krylia Sovetov 2-1 Islanders de New York

## Super Séries1978

### Spartak de Moscou contre la LNH
Le Spartak de Moscou remporta la série contre les franchises de la LNH avec trois victoires et deux défaites. Les résultats furent :
- Canucks de Vancouver 2-0 Spartak de Moscou
- Spartak de Moscou 8-3 Rockies du Colorado
- Spartak de Moscou 2-1 Blues de Saint-Louis
- Canadiens de Montréal 5-2 Spartak de Moscou
- Spartak de Moscou 2-1 Flames d'Atlanta

## Super Séries1979

### Krylia Sovetov contre la LNH
Krylia Sovetov remportèrent la série contre la LNH avec deux victoires, un match nul et une défaite. Les résultats furent :
- Krylia Sovetov 8-5 North Stars du Minnesota
- Krylia Sovetov 4-4 Flyers de Philadelphie
- Red Wings de Détroit 6-5 Krylia Sovetov
- Krylia Sovetov 4-1 Bruins de Boston

## Super Séries1980

### Dynamo de Moscou contre la LNH
Le Dynamo de Moscou remporta sa série contre la LNH avec deux victoires, une partie nulle et une défaite. Les résultats furent :
- Canucks de Vancouver 6-2 Dynamo de Moscou
- Dynamo de Moscou 7-0 Jets de Winnipeg
- Dynamo de Moscou 4-1 Oilers d'Edmonton
- Dynamo de Moscou 5-5 Capitals de Washington

### CSKA Moscou contre la LNH
Le CSKA Moscou remporta se série contre les équipes de la LNH avec trois victoires et deux défaites. Les résultats furent :
- CSKA Moscou 5-2 Rangers de New York
- CSKA Moscou 3-2 Islanders de New York
- Canadiens de Montréal 4-2 CSKA Moscou
- Sabres de Buffalo 6-1 CSKA Moscou
- CSKA Moscou 6-4 Nordiques de Québec

## Super Séries1983

### L'équipe nationale de l'Union soviétiquecontre la LNH
L'équipe nationale de l'Union soviétique remporta sa série contre les équipes de la LNH avec 4 victoires, 0 nul et 2 défaites. Les résultats furent :
- Oilers d'Edmonton 4-3 URSS
- URSS 3-0 Nordiques de Québec
- URSS 5-0 Canadiens de Montréal
- Flames de Calgary 3-2 URSS
- URSS 6-3 North Stars du Minnesota
- URSS 5-1 Flyers de Philadelphie

## Super Séries1986

### LeCSKA Moscoucontre la LNH
Le CSKA Moscou remporta une série contre les équipes de la LNH, avec 5 victoires, 0 nul et 1 défaite. Les résultats furent :
- CSKA Moscou 5-2 Kings de Los Angeles
- CSKA Moscou 6-3 Oilers d'Edmonton
- Nordiques de Québec 5-1 CSKA Moscou
- CSKA Moscou 6-1 Canadiens de Montréal
- CSKA Moscou 4-2 Blues de Saint-Louis
- CSKA Moscou 4-3 North Stars du Minnesota

### LeDynamo de Moscoucontre la LNH
Le Dynamo de Moscou remporta sa série contre les équipes de la LNH avec 2 victoires, 1 nul et 1 défaite. Les résultats furent :
- Les Flames de Calgary battent le Dynamo de Moscou 4 à 3
- Le Dynamo de Moscou fait match nul avec les Penguins de Pittsburgh 3 à 3
- Le Dynamo de Moscou bat les Bruins de Boston 6 à 4
- Le Dynamo de Moscou bat les Sabres de Buffalo 7 à 4

## Super Séries1989

### LeCSKA Moscoucontre la LNH
Le CSKA Moscou remporta sa série contre les équipes de la LNH avec 4 victoires, 1 nul et 2 défaites. Les résultats furent :
- Le CSKA Moscou fait match nul avec les Nordiques de Québec 5 à 5
- Le CSKA Moscou bat les Islanders de New York 3 à 2
- Le CSKA Moscou bat les Bruins de Boston 5 à 4
- Le CSKA Moscou bat les Devils du New Jersey 5 à 0
- Les Penguins de Pittsburgh battent le CSKA Moscou 4 à 2
- Le CSKA Moscou bat les Whalers de Hartford 6 à 3
- Les Sabres de Buffalo battent le CSKA Moscou 6 à 5

### LeDynamo Rigacontre la LNH
L'équipe de la LNH remporta une série contre l'équipe du Dynamo Riga, avec 4 victoires, 1 nul et 2 défaites. Les résultats furent :
- Le Dynamo Riga fait match nul avec les Flames de Calgary 2 à 2
- Les Oilers d'Edmonton battent le Dynamo Riga 2 à 1
- Les Canucks de Vancouver battent le Dynamo Riga 6 à 1
- Le Dynamo Riga bat les Kings de Los Angeles 5 à 3
- Les Blackhawks de Chicago battent le Dynamo Riga 4 à 1
- Les Blues de Saint-Louis battent le Dynamo Riga 5 à 0
- Le Dynamo Riga bat les North Stars du Minnesota 2 à 1

## Super Séries1990

### LeKhimik Voskressenskcontre la LNH
L'équipe du Khimik Voskressensk égalisa sa série contre les équipes de la LNH avec 3 victoires, 0 nul et 3 défaites. Les résultats furent :
- Le Khimik Voskressensk bat les Kings de Los Angeles 6 à 3
- Les Oilers d'Edmonton battent le Khimik Voskressensk 6 à 2
- Les Flames de Calgary battent le Khimik Voskressensk 6 à 3
- Le Khimik Voskressensk bat les Red Wings de Détroit 4 à 2
- Les Capitals de Washington battent le Khimik Voskressensk 5 à 2
- Le Khimik Voskressensk bat les Blues de Saint-Louis 6 à 3

### LesKrylia Sovetovcontre la LNH
L'équipe de la LNH remporta une série contre les Krylia Sovetov, avec 3 victoires, 1 nul et 1 défaite. Les résultats furent :
- Les Islanders de New York battent les Krylia Sovetov 5 à 4
- Les Whalers de Hartford battent les Krylia Sovetov 4 à 3
- Les Krylia Sovetov font match nul contre les Nordiques de Québec 4 à 4
- Les Krylia Sovetov battent les Rangers de New York 3 à 1
- Les Canadiens de Montréal battent les Krylia Sovetov 2 à 1

### LeCSKA Moscoucontre la LNH
Le CSKA Moscou remporta sa série contre les équipes de la LNH avec 4 victoires, 0 nul et 1 défaite. Les résultats furent :
- Les Jets de Winnipeg battent le CSKA Moscou 4 à 1
- Le CSKA Moscou bat les Canucks de Vancouver 6 à 0
- Le CSKA Moscou bat les North Stars du Minnesota 4 à 2
- Le CSKA Moscou bat les Blackhawks de Chicago 6 à 4
- Le CSKA Moscou bat les Flyers de Philadelphie 5 à 4

### LeDynamo de Moscoucontre la LNH
Le Dynamo de Moscou remporta sa série contre les équipes de la LNH avec 3 victoires, 0 nul et 2 défaites. Les résultats furent :
- Le Dynamo de Moscou bat les Penguins de Pittsburgh 5 à 2
- Le Dynamo de Moscou bat les Maple Leafs de Toronto 7 à 4
- Les Sabres de Buffalo battent le Dynamo de Moscou 4 à 2
- Les Devils du New Jersey battent le Dynamo de Moscou 7 à 1
- Le Dynamo de Moscou bat les Bruins de Boston 3 à 1

## Super Séries1991

### LeKhimik Voskresenskcontre la LNH
L'équipe du Khimik Voskresensk égalisa sa série contre les équipes de la LNH avec 3 victoires, 1 nul et 3 défaites. Les résultats furent :
- Les Kings de Los Angeles battent le Khimik Voskresensk 5 à 1
- Les Blues de Saint-Louis battent le Khimik Voskresensk 4 à 2
- Le Khimik Voskresensk fait match nul avec les Islanders de New York 2 à 2
- Le Khimik Voskresensk bat les Canadiens de Montréal 6 à 3
- Le Khimik Voskresensk bat les Sabres de Buffalo 5 à 4
- Le Khimik Voskresensk bat les Bruins de Boston 5 à 2
- Les North Stars du Minnesota battent le Khimik Voskresensk 6 à 4

### CSKA Moscou contre la LNH
Le CSKA Moscou remporta sa série contre les équipes de la LNH avec six victoires et une défaite. Les résultats furent:
- CSKA Moscou 5-2 Red Wings de Détroit
- CSKA Moscou 6-1 Rangers de New York
- CSKA Moscou 4-2 Blackhawks de Chicago
- CSKA Moscou 6-4 Flames de Calgary
- Oilers d'Edmonton4-2 CSKA Moscou
- CSKA Moscou 6-4 Jets de Winnipeg
- CSKA Moscou 4-3 Canucks de Vancouver

### Le Dynamo de Moscou contre la LNH
Le Dynamo de Moscou remporta sa série contre l'équipe de la LNH, avec 3 victoires, 2 nuls et 2 défaites. Les résultats furent :
- Maple Leafs de Toronto 7-4 Dynamo de Moscou
- Dynamo de Moscou 0-0 Whalers de Hartford
- Dynamo de Moscou 2-2 Devils du New Jersey
- Capitals de Washington 3-2 Dynamo de Moscou
- Dynamo de Moscou 4-1 Flyers de Philadelphie
- Dynamo de Moscou 4-3 Penguins de Pittsburgh
- Dynamo de Moscou 4-1 Nordiques de Québec